# Best Wishes
Best Wishes (рус. Наилучшие пожелания) — второй студийный альбом нью-йоркской хардкор-группы Cro-Mags, вышедший в 1989 году на лейбле Profile Records. В 1994 году был переиздан лейблом Another Planet на одном диске с первым альбомом группы — The Age of Quarrel. На обложке альбома изображён Нарасимха — аватара Кришны в образе человекольва. Обложка отобразила кришнаитские верования лидера группы Харли Флэнагана, который стал кришнаитом под влиянием другого участника ансамбля — Джона Джозефа.

## Об альбоме
По сравнению с предыдущим альбомом группы, The Age of Quarrel, Best Wishes характеризуется полной сменой музыкального стиля. С этим альбомом Cro-Mags вышли на арену кроссовер-трэша. Длительность песен увеличилась вдвое, характерными стали гитарные соло. Место вокалиста Джона Джозефа на этом альбоме занял Харли Флэнаган. Джон Джозеф покинул группу, но вернулся для работы над следующим альбомом группы — Alpha Omega. Вокальный стиль Флэнагана также был другим, что оказало дополнительное влияние на изменение стиля группы с хардкор-панка на трэш-метал.
Согласно Allmusic, Best Wishes «яростно отображает очень даже индуистскую точку зрения»: обложку альбома украшает образец индуистского искусства, а такие песни, как «Age of Quarrel», «Crush the Demoniac» и «Days of Confusion» вне всяких сомнений были вдохновлены «Бхагавад-гитой» и другими индуистскими текстами. Судя по альбому, Cro-Mags видят перед собой светлое будущее, пусть даже для его достижение необходимо будет пройти через несколько реинкарнаций.

## Список композиций
1. «Death Camps» (Харли Флэнаган, Дуг Холланд, Пит Хайнс) — 5:22
2. «Days of Confusion» (Флэнаган) — 2:19
3. «The Only One» (Флэнаган, Пэррис М Мэйхью) — 4:55
4. «Down But Not Out» (Флэнаган, Мэйхью) — 3:59
5. «Crush the Demoniac» (Флэнаган, Холланд, Мэйхью) — 3:56
6. «Fugitive» (Флэнаган, Холланд, Мэйхью) — 4:40
7. «Then and Now» (Флэнаган, Хайнс) — 3:12
8. «Age of Quarrel» (Флэнаган) — 4:45

## Участники записи
- Харли Флэнаган — вокал, бас-гитара
- Пэррис Митчелл Мэйхью — гитара
- Дуг Холланд — гитара
- Пит Хайнс — ударные